# Aleksandr Serafimovič
Aleksandr Serafimovič Serafimovič, pseudonimo di Aleksandr Serafimovič Popov (Nižnekurmojarskaja, 1863 – Mosca, 1949), è stato uno scrittore russo.
Membro del gruppo Znanie di Maksim Gor'kij, fu autore di classici della letteratura russa come Il piccolo minatore (1895) e Il torrente di ferro (1924).
Lasciò incompiuta l'opera La Lotta.